# Франсуаза Фабіан
Франсуаза Фабіан (нар. 10 травня 1933, Алжир, Французький Алжир) — французька акторка.

## Вибіркова фільмографія
- 1969 — Американець / (L'Américain) — жінка з агенції
- 1970 — Поліцейський / (Un condé) — Елена Дасса
- 1974 — Заради кохання Офелії / (Per amare Ofelia) — Федеріка
- 1999 — Лист / (La Lettre) — пані Шартре
- 2008 — Чоловік та його собака / (Un homme et son chien) — дружина Ахава
- 2013 — Хлопці, Ґійоме, до столу! / (Les Garçons et Guillaume, à table !) — бабця Бабу